# Shangshawo
Shangshawo (kinesiska: 上沙沃) är en köping i nordvästra Kina. Den ligger i Jingtai härad i staden Baiyin i provinsen Gansu, omkring 150 kilometer norr om provinshuvudstaden Lanzhou. Antalet invånare är 8129. Befolkningen består av 3 988 kvinnor och 4 141 män. Barn under 15 år utgör 17,0 %, vuxna 15-64 år 74 %, och äldre över 65 år 8,0 %.